# Алиса в Стране чудес (фильм, 1903)
«Али́са в Стране́ чуде́с» (англ. Alice in Wonderland, 1903) — немой черно-белый фильм Сесиля Хепуорта. Первая экранизация «Алисы в Стране чудес» Льюиса Кэрролла. Премьера состоялась 17 октября 1903 года.

## Сюжет
Сохранившаяся копия в очень плохом состоянии, однако несмотря на плохую сохранность и пропущенные эпизоды, фильм охватывает почти все ключевые моменты истории: начало, погоню за белым кроликом, попытки Алисы попасть в прекрасный сад за дверцей, сцену на кухне с кухаркой и поросёнком, разговор с Чеширским котом, «безумное чаепитие».
Финал создателями фильма упрощён — сцены судебного заседания нет. Алиса встречает процессию карт в саду, Королева Червей приглашает её присоединиться к ним, Алиса отказывается, между ними вспыхивает ссора. Королева зовёт палача, чтобы тот отрубил Алисе голову. Алиса отталкивает подошедшего с топором палача и вся процессия карт устремляется за Алисой по дорожке в саду (см. постер), Алиса бежит от них и… просыпается на лужайке.

## Художественные особенности
Фильм вызвал большой интерес у зрителей. В фильме присутствуют спецэффекты достаточно высокого уровня для кинематографа начала XX века. Например, Алиса уменьшается и растёт, находясь в кукольном домике.
До наших дней чудом сохранилась только одна копия этого фильма продолжительностью около 8 минут. И она неполная — некоторые части фильма утеряны. В оригинале фильм длился около 10—12 минут, что было значительно длиннее обычного британского кинофильма тех лет. Можно сказать, что фильм представлял собой блокбастер эры начала кинематографа — не только по продолжительности, но и в плане уровня продюсирования, невиданного по тем временам.

## В ролях
- Мэй Кларк — Алиса
- Сесиль Хепуорт — лягушка
- Миссис Хепуорт — Белый Кролик/Королева
- Норман Уиттен — Болванщик/Рыба
- Стэнли Фэйтфул — игральная карта
- Жоффре Фэйтфул — игральная карта
- Массовка из большого числа детей в роли игральных карт.

## Издание
Материал фильма был издан на DVD с другим фильмом по этому произведению Кэрролла: телефильмом 1966 года «Alice in Wonderland» режиссёра Джонатана Миллера, в качестве бонуса. Фильм сопровождает закадровый комментарий диктора, рассказывающего историю его создания и поясняющего процесс съёмок.